# Стівен Байвотер
Стівен Байвотер (англ. Stephen Bywater, нар. 7 червня 1981, Манчестер) — англійський футболіст, що грав на позиції воротаря.
Виступав, зокрема, за клуби «Вест Гем Юнайтед», «Дербі Каунті» та «Шеффілд Венсдей», а також молодіжну збірну Англії.

## Клубна кар'єра

### Ранні роки
Народився 7 червня 1981 року в місті Манчестер. Вихованець футбольної школи клубу «Рочдейл». Єдиний матч за рідну команду зіграв 6 січня 1998 року, коли зіграв проти «Карлайл Юнайтед» (1:6) у Трофеї Футбольної ліги.
У лютому 1998 року молодий воротар перейшов у «Вест Гем Юнайтед» молодіжну команду і виступав у команді, яка виграла Молодіжний кубок Англії в 1999 році разом з Джо Коулом і Майклом Карріком. Згодом для отримання ігрової практики здавався в оренду в нижчолігові клуби «Вікомб Вондерерз» і «Галл Сіті».

### «Вест Гем Юнайтед»
У січні 2000 року він повернувся до «Вест Гема», а 12 лютого 2000 року дебютував за лондонський клуб, коли «молотобійці» перемогли «Бредфорд Сіті» з рахунком 5:4 у Прем'єр-лізі, замінивши травмованого Шаку Гіслопа. Байвотер також з'явився в трьох останніх іграх сезону 1999/00, проти «Арсеналу», «Сандерленда» та «Лідс Юнайтед» і зіграв один раз у наступному сезоні проти «Бредфорда» в лютому 2001 року.
Після приходу до команди воротаря збірної Англії Девіда Джеймса, у сезоні 2001/02 Стівен Байвотер знову грав на правах оренди, спочатку за «Вулвергемптон Вондерерз», а потім — у «Кардіфф Сіті». Проте Байвотер не зіграв жодної обов'язкової гри протягом цих двох переїздів.
Зрештою, після того, як «Вест Гем» вилетів з Прем'єр-ліги за підсумками сезону 2002/03, а Девід Джеймс перейшов до «Манчестер Сіті» в січні 2004 року, Байвотер став постійним гравцем основної команди, зігравши 23 матчі, а клуб вийшов у фінал плей-оф, програвши там «Крістал Пелас» з рахунком 0:1. Після цього він підписав новий трирічний контракт у червні 2004 року.
Надалі Байвотер провів 39 матчів у чемпіонаті та кубку сезону 2004/05 років за «Вест Гем», і допоміг команді повернутись до Прем'єр-ліги, зігравши в тому числі і у фіналі плей-оф на стадіоні «Міленіум» у травні 2005 року в грі з «Престон Норт-Ендом» (1:0).
Втім після повернення до еліти клуб придбав досвідченого північноірландського збірника Роя Керролла, а також повернувся Шака Гіслоп, які знову обмежили шанси Байвотера в першій команді, через що він приєднався до «Ковентрі Сіті» в серпні 2005 року на правах оренди до кінця року, де він провів 14 матчів. Травма Керролла призвела до того, що Байвотер був відкликаний з «Ковентрі» в жовтні 2005 року і провів єдиний матч за Вест Гем до кінця сезону 2005/06, проти «Вест-Бромвіч Альбіона» у листопаді 2005 року.

### «Дербі Каунті»

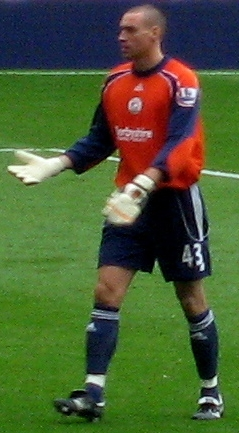
Стівен Байвотер під час виступів за «Дербі Каунті». 2007 рік.

В серпні 2006 року Байвотер перейшов у «Дербі Каунті» на правах оренди, а через два тижні клуб за гонорар у розмірі £225 000 підписав постійну трирічну угоду з воротарем. Байвотер провів 43 матчі в чемпіонаті та кубку в сезоні 2006/07, а «Дербі» дійшло до фіналу плей-оф чемпіонату, де вони обіграли «Вест-Бромвіч Альбіон» з рахунком 1:0, і забезпечили собі місце в Прем'єр-лізі.
Після першої половини сезону, в якій Байвотер зіграв 18 ігор в Прем'єр-лізі, воротар приєднався до «Іпсвіч Тауна» на правах оренди в січні 2008 року на решту сезону. Він дебютував за «Іпсвіч Таун» проти «Шеффілд Венсдей» у лютому 2008 року та зіграв 17 матчів до кінця сезону 2007/08 років, але «Іпсвіч» фінішував нижче місць у плей-оф Чемпіоншипу.
Після вильоту «Дербі» в кінці сезону 2007/08 Байвотер повернувся до команди, але знову став основним воротарем. Він провів свій 100-й матч за клуб у гостях проти «Блекпула» 8 серпня 2009 року. Травма, отримана в гостьовому матчі проти «Редінга» в березні 2010 року, призвела до того, що Байвотер змушений був пропустити дві гри, що завершило серію з 71 матчу поспіль у воротах «Дербі».
Він залишався основним воротарем і в сезоні 2010/11, провівши свій 150-й матч за клуб у грі проти «Галл Сіті» (0:2). Згодом Стівен втратив місце в основі і 4 березня 2011 року Байвотер приєднався до «Кардіфф Сіті» на правах оренди до кінця сезону.
Після повернення до «Дербі Каунті» Байвотер не був заявлений на сезон 2011/12 і 31 грудня 2011 року контракт з гравцем було розірвано за взаємною згодою сторін.

### «Шеффілд Венсдей»
20 вересня 2011 року Байвотер приєднався до «Шеффілд Венсдей» на правах оренди на 3 місяці через травму, яку отримав перший голкіпер клубу Нікі Вівер. Оренда Байвотера виявилася дуже успішною: клуб програв лише 1 зі своїх 12 ігор і в шести не пропускав голи, через що 31 грудня 2011 року Байвотер підписав з «Шеффілдом» повноцінний контрактом до кінця сезону 2011/12. Після цього він зіграв ще у 20 іграх чемпіонату і допоміг команді вийти до Чемпіоншипу, посівши друге місце в Першій лізі, випередивши свого головного суперника «Шеффілд Юнайтед».
27 червня 2012 року Байвотер підписав новий однорічний контракт з клубом, але на сезон 2012/13 «Шеффілд Венсдей» підписав нового воротаря Кріса Кіркленда, який і став основним воротарем, а Стівен Байвотер грав лише у кубкових турнірах, після чого покинув клуб.

### Завершення кар'єри
У червні 2013 року Байвотер підписав дворічний контракт із «Міллволлом». Він дебютував у «Міллволлі» 6 серпня 2013 року в першому раунді Кубка ліги в домашньому матчі проти «Вімблдону» (2:1). Байвотер зіграв у наступних трьох іграх «Міллволла» в чемпіонаті проти «Іпсвіч Таун», «Гаддерсфілд Таун» і «Шеффілд Венсдей» і в кубку ліги проти «Ноттінгем Форест» (1:2), вилетівши з турніру. Втім після повернення основного воротаря Девіда Форда Байвотер став рідко виходити на поле і 15 серпня 2014 року приєднався до «Джиллінгема» на правах оренди до 3 січня як заміна для травмованого Стюарта Нельсона. Повернувшись у «Міллволл» Байвотер більше не грав за клуб з лютого 2014 року і згодом контракт було розірвано.
У січні 2015 року Байвотер підписав шестимісячний контракт із командою Першої ліги «Донкастер Роверз», де був основним воротарем, але покинув команду наприкінці сезону 2014/15.
У серпні 2015 року Байвотер підписав контракт із командою індійської Суперліги «Керала Бластерс». Англієць зіграв у 12 з 14 іграх чемпіонату, але його команда посіла останнє 8 місце.
13 січня 2016 року Байвотер приєднався до «Бертон Альбіону», де став дублером Джона Маклафліна. Влітку 2017 року Маклафлін покинув команду, і Байвотер став основним воротарем, зігравши 44 ігри в чемпіонаті 2017/18, однак «Бертон» вибув з Чемпіоншипу в кінці сезону. Після вильоту Байвотер повернувся до статусу дублера після орендованого воротаря Бредлі Коллінза, а потім іншого орендованого воротаря, Кірана О'Хари, у сезоні 2019/20. Після підписання контракту з Беном Гарраттом у жовтні 2019 року Байвотер став третім воротарем, припинив отримувати зарплату та відвідувати тренування, залишаючись доступним лише у надзвичайних ситуаціях. Він був звільнений в кінці сезону, а потім оголосив про завершення кар'єри.

## Виступи за збірні
1996 року дебютував у складі юнацької збірної Англії (U-16), загалом на юнацькому рівні взяв участь у 5 іграх.
Протягом 2001—2003 років залучався до складу молодіжної збірної Англії, з якою взяв участь у молодіжному чемпіонаті Європи 2002 року, де англійці посіли останнє місце в групі. Всього на молодіжному рівні зіграв у 6 офіційних матчах, пропустив 3 голи.

## Статистика виступів

### Статистика клубних виступів
| Сезон                        | Команда                      | Чемпіонат                    | Чемпіонат | Чемпіонат | Національний кубок | Національний кубок | Національний кубок | Континентальні кубки | Континентальні кубки | Континентальні кубки | Інші змагання | Інші змагання | Інші змагання | Усього | Усього |
| Сезон                        | Команда                      | Ліга                         | Ігор      | Голів     | Ліга               | Ігор               | Голів              | Ліга                 | Ігор                 | Голів                | Ліга          | Ігор          | Голів         | Ігор   | Голів  |
| ---------------------------- | ---------------------------- | ---------------------------- | --------- | --------- | ------------------ | ------------------ | ------------------ | -------------------- | -------------------- | -------------------- | ------------- | ------------- | ------------- | ------ | ------ |
| 2000–01                      | «Вест Гем Юнайтед»           | ПЛ                           | 1         | -1        | КА+КЛ              | 0                  | 0                  | -                    | -                    | -                    | -             | -             | -             | 1      | -1     |
| 2001-січ. 2002               | «Вулвергемптон»              | 1Д (ІІ)                      | 0         | 0         | КА+КЛ              | 0                  | 0                  | -                    | -                    | -                    | -             | -             | -             | 0      | 0      |
| січ.-черв. 2002              | «Кардіфф Сіті»               | 1Д (ІІ)                      | 0         | 0         | КА+КЛ              | -                  | -                  | -                    | -                    | -                    | -             | -             | -             | 0      | 0      |
| 2002–03                      | «Вест Гем Юнайтед»           | ПЛ                           | 0         | 0         | КА+КЛ              | 0                  | 0                  | -                    | -                    | -                    | -             | -             | -             | 0      | 0      |
| 2003–04                      | «Вест Гем Юнайтед»           | 1Д (ІІ)                      | 17+3      | -18 + -2  | КА+КЛ              | 3+0                | -4                 | -                    | -                    | -                    | -             | -             | -             | 23     | -24    |
| 2004–05                      | «Вест Гем Юнайтед»           | ЧФЛ (ІІ)                     | 36+1      | -43 + -0  | КА+КЛ              | 2+0                | -2                 | -                    | -                    | -                    | -             | -             | -             | 39     | -45    |
| 2005-січ. 2006               | «Ковентрі Сіті»              | ЧФЛ (ІІ)                     | 14        | -24       | КА+КЛ              | 0                  | 0                  | -                    | -                    | -                    | -             | -             | -             | 14     | -24    |
| січ.-черв. 2006              | «Вест Гем Юнайтед»           | ПЛ                           | 1         | 0         | КА+КЛ              | -                  | -                  | -                    | -                    | -                    | -             | -             | -             | 1      | 0      |
| Усього за «Вест Гем Юнайтед» | Усього за «Вест Гем Юнайтед» | Усього за «Вест Гем Юнайтед» | 55+4      | -62 + -2  |                    | 5                  | -6                 |                      | -                    | -                    |               | -             | -             | 64     | -70    |
| 2006–07                      | «Дербі Каунті»               | ЧФЛ (ІІ)                     | 37+3      | -28 + -4  | КА+КЛ              | 3+0                | -3                 | -                    | -                    | -                    | -             | -             | -             | 43     | -35    |
| 2007-січ. 2008               | «Дербі Каунті»               | ПЛ                           | 18        | -41       | КА+КЛ              | 0+1                | -2                 | -                    | -                    | -                    | -             | -             | -             | 19     | -43    |
| січ.-черв. 2008              | «Іпсвіч Таун»                | ЧФЛ (ІІ)                     | 17        | –         | КА+КЛ              | -                  | -                  | -                    | -                    | -                    | -             | -             | -             | 17     | –      |
| 2008–09                      | «Дербі Каунті»               | ЧФЛ (ІІ)                     | 31        | -47       | КА+КЛ              | 3+0                | -7                 | -                    | -                    | -                    | -             | -             | -             | 34     | -54    |
| 2009–10                      | «Дербі Каунті»               | ЧФЛ (ІІ)                     | 42        | -54       | КА+КЛ              | 4+1                | -4 + -2            | -                    | -                    | -                    | -             | -             | -             | 47     | -60    |
| 2010-mar. 2011               | «Дербі Каунті»               | ЧФЛ (ІІ)                     | 22        | -31       | КА+КЛ              | 1+1                | -2 + -1            | -                    | -                    | -                    | -             | -             | -             | 24     | -34    |
| Усього за «Дербі Каунті»     | Усього за «Дербі Каунті»     | Усього за «Дербі Каунті»     | 150+3     | -201 + -4 |                    | 14                 | -21                |                      | -                    | -                    |               | -             | -             | 167    | -226   |
| mar.-черв. 2011              | «Кардіфф Сіті»               | ЧФЛ (ІІ)                     | 8+2       | -11 + -3  | КА+КЛ              | -                  | -                  | -                    | -                    | -                    | -             | -             | -             | 10     | -14    |
| Усього за «Кардіфф Сіті»     | Усього за «Кардіфф Сіті»     | Усього за «Кардіфф Сіті»     | 8+2       | -11 + -3  |                    | -                  | -                  |                      | -                    | -                    |               | -             | -             | 10     | -14    |
| 2011–12                      | «Шеффілд Венсдей»            | 1Л (ІІІ)                     | 32        | -26       | КА+КЛ              | 2+0                | -4                 | -                    | -                    | -                    | ТФЛ           | -             | -             | 34     | -30    |
| 2012–13                      | «Шеффілд Венсдей»            | ЧФЛ (ІІ)                     | 0         | 0         | КА+КЛ              | 2+2                | -2 + -2            | -                    | -                    | -                    | -             | -             | -             | 4      | -4     |
| Усього за «Шеффілд Венсдей»  | Усього за «Шеффілд Венсдей»  | Усього за «Шеффілд Венсдей»  | 32        | -26       |                    | 6                  | -8                 |                      | -                    | -                    |               | -             | -             | 38     | -34    |
| 2013–14                      | «Міллволл»                   | ЧФЛ (ІІ)                     | 7         | -13       | КА+КЛ              | 0+2                | -3                 | -                    | -                    | -                    | -             | -             | -             | 9      | -16    |
| 2014-січ. 2015               | «Джиллінгем»                 | 1Л (ІІІ)                     | 13        | -16       | КА+КЛ              | 0+1                | -1                 | -                    | -                    | -                    | ТФЛ           | 0             | 0             | 14     | -17    |
| січ.-черв. 2015              | «Донкастер Роверз»           | 1Л (ІІІ)                     | 21        | -29       | КА+КЛ              | -                  | -                  | -                    | -                    | -                    | ТФЛ           | -             | -             | 21     | -29    |
| 2015                         | «Керала Бластерс»            | СЛ                           | 12        | -23       | -                  | -                  | -                  | -                    | -                    | -                    | -             | -             | -             | 12     | -23    |
| січ.-черв. 2016              | «Бертон Альбіон»             | 1Л (ІІІ)                     | 0         | 0         | КА+КЛ              | -                  | -                  | -                    | -                    | -                    | ТФЛ           | -             | -             | 0      | 0      |
| 2016–17                      | «Бертон Альбіон»             | ЧФЛ (ІІ)                     | 5         | -7        | КА+КЛ              | 0+1                | -5                 | -                    | -                    | -                    | -             | -             | -             | 6      | -12    |
| Усього за «Бертон Альбіон»   | Усього за «Бертон Альбіон»   | Усього за «Бертон Альбіон»   | 5         | -7        |                    | 1                  | -5                 |                      | -                    | -                    |               | -             | -             | 6      | -12    |
| Усього за кар'єру            | Усього за кар'єру            | Усього за кар'єру            | 350       | -440      |                    | 29                 | -44                |                      | -                    | -                    |               | 0             | 0             | 379    | -484   |